# Manuel Fuxá
Manuel Fuxá Leal (Barcelona, 2 de septiembre de 1850-Barcelona, diciembre de 1927), también conocido como Manel Fuxà, fue un escultor español.

## Biografía
Nació en Barcelona el 2 de septiembre de 1850. Cursó estudios en la Escuela de la Lonja de su ciudad natal con el maestro Rossend Nobas —de quien fue discípulo—, y continuó su aprendizaje en París con Carrier-Belleuse, y después pasó una temporada en Italia.
Fuxá se especializó en los retratos. A pesar de vivir en plena época del modernismo catalán, su obra sólo muestra de él una ligera influencia, y se decanta más por un estilo clásico y convencional. Montó taller en Barcelona y enseguida tuvo numerosos encargos. Realizó obra de tipo religioso y costumbrista, pero la principal y más valorada es la monumental.
Trabajó en la Escuela de la Lonja como profesor contratado (desde 1896) y numerario (desde 1906), y fue director de ella entre los años 1911 y 1920, antes de jubilarse en 1922. Falleció en Barcelona en diciembre de 1927.

## Reconocimientos
- 1876 - Medalla de Tercera Clase en la Exposición Nacional de Bellas Artes de Madrid, por Muerte del Justo.
- 1881 - Medalla de Segunda Clase en la Exposición Nacional de Bellas Artes de Madrid, por La señal de la Cruz.
- 1892 - Medalla de Segunda Clase en la Exposición Nacional de Bellas Artes de Madrid, por San Francisco de Asís.
- 1900 - Medalla de Plata en la Exposición Universal de París, por El Monaguillo.

## Obras destacadas

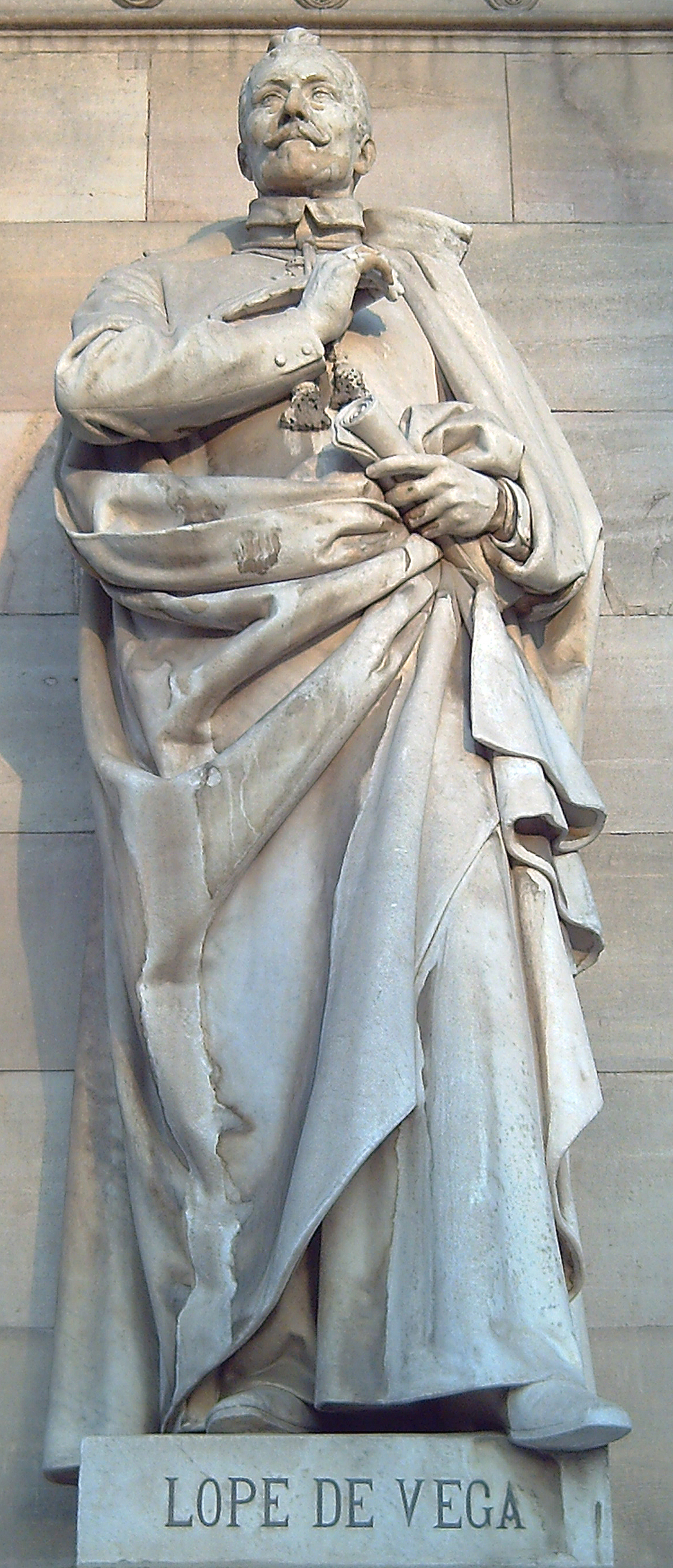
Lope de Vega en Madrid, por Manuel Fuxá.

- 1870 - El Monaguillo. Museo Nacional de Arte de Cataluña
- 1881 - Figuras de Neptuno, Leda y un grupo de niños para la Cascada del Parque de la Ciudadela de Barcelona.
- 1884 - Monumento a Aribau, en Barcelona.
- 1885 - Busto de Manuel Milá y Fontanals, en Villafranca del Panadés.
- 1887 - Monumento al Arzobispo Armanyà, en Villanueva y Geltrú.
- 1887 - Monumento a Pedro Turull, en Sabadell.
- 1887 - Monumento a Feijoo, en Orense.
- 1888 - Grupo Padre Boyl catequizando a un indio, para el Monumento a Colón de Barcelona.
- 1888 - Monumento a Clavé, en Barcelona.
- 1891- Monumento a Jovellanos, plaza del Seis de Agosto, Gijón, Asturias
- 1892 - Estatua de Lope de Vega en la entrada de la Biblioteca Nacional de España, en Madrid.
- 1895 - Busto de Frederic Soler en el Teatro Romea de Barcelona.
- 1901 - A Rius y Taulet, en Barcelona.
- 1913 - Busto de Menéndez Pelayo en la Universidad de Barcelona.
- 1913 - Busto de Joaquín Vayreda en el Parque de la Ciudadela de Barcelona.
- 1920 - Las Ciencias, estatua alegórica en el Monumento a Alfonso XII del Parque del Retiro de Madrid.
- 1927 - Esculturas de la fachada del Edificio de Correos de Barcelona.